# Horcajo de Santiago (kommun)
Horcajo de Santiago är en kommun i Spanien.   Den ligger i provinsen Provincia de Cuenca och regionen Kastilien-La Mancha, i den centrala delen av landet, 90 km sydost om huvudstaden Madrid. Antalet invånare är 4 306.